# Anna Tamminen
Anna Reetta Alisa Tamminen, född 30 oktober 1994, är en finländsk fotbollsmålvakt som representerar Hammarby IF och det finländska landslaget.

## Karriär
Säsongen 2015 debuterade Tamminen för NiceFutis i finska högstaligan Damligan. Hon spelade två säsonger i klubben och gick 2017 till Elitettan-klubben Hovås Billdal IF. Tamminen spelade samtliga 26 ligamatcher för klubben som dock slutade med en nedflyttning. Därefter spelade hon tre säsonger i Åland United. Tamminen var med och vann både cup- och ligatiteln 2020 med Åland United.
Den 2 december 2020 värvades Tamminen av Hammarby IF, där hon skrev på ett tvåårskontrakt. Tamminen spelade 22 matcher i Damallsvenskan 2021 då Hammarby slutade på 7:e plats i serien. I november 2021 skrev hon på ett nytt tvåårskontrakt i Hammarby. Säsongen 2022 spelade Tamminen 23 matcher och hjälpte klubben till en 5:e plats i serien. Hon höll dessutom nollan i 12 matcher, vilket var flest i serien.
Säsongen 2023 slog Tamminen ett rekord i Damallsvenskan när hon inte släppte in mål på 757 minuter. Säsongen slutade med dubbla titlar, då Hammarby vann både Damallsvenskan och Svenska cupen. Tamminen utnämndes efter säsongen till årets spelare i Damallsvenskan.